# Цыганский рок-н-ролл
«Цыганский рок-н-ролл» — концертный совместный альбом русского рок-певца Александра Ф. Скляра и шансон-группы «Братья Жемчужные», записанный 12 ноября 1996 года в ДК Ленсовета и изданный годом позже фирмой Solyd Records. Концерт объединён цыганской тематикой. Также были спеты четыре песни из репертуара группы «Ва-Банкъ» — «Ваня», «Пьяная песня», «На лианах» и «Эльдорадо».

## Список композиций
| №   | Название                     | Автор(ы)                                  | Длительность |
| --- | ---------------------------- | ----------------------------------------- | ------------ |
| 1.  | «Серебряные струны»          | Владимир Высоцкий                         | 3:41         |
| 2.  | «Соколовского гитара»        | народная                                  | 2:55         |
| 3.  | «Матушка»                    | народная                                  | 2:58         |
| 4.  | «Спускалась ночная прохлада» | народная                                  | 5:04         |
| 5.  | «Цыганская песня»            | Владимир Высоцкий                         | 2:46         |
| 6.  | «Вино любви»                 | Марк Марьяновский                         | 2:32         |
| 7.  | «Гори, гори»                 | Иван Димитриевич                          | 3:21         |
| 8.  | «Доля моя»                   | Родион Калабин                            | 3:00         |
| 9.  | «Я милого узнаю по походке»  | народная                                  | 3:50         |
| 10. | «На лианах»                  | Евгений Головин                           | 3:23         |
| 11. | «Эльдорадо»                  | Евгений Головин                           | 3:51         |
| 12. | «Пьяная песня»               | Александр Ф. Скляр                        | 5:23         |
| 13. | «Эй, друг, гитара»           | муз. Борис Фомин, сл. Борис Тимофеев      | 3:15         |
| 14. | «Табак»                      | Алёша Дмитриевич                          | 4:25         |
| 15. | «И льётся песня»             | муз. Валентин Кручинин, сл. Михаил Лахтин | 5:17         |
| 16. | «Ваня»                       | Алёша и Иван Димитриевичи                 | 2:27         |
| 17. | «Только ночью»               | Алёша Дмитриевич                          | 3:06         |
| 18. | «Любо, братцы, любо»         | народная                                  | 5:32         |

## Участники записи
- Александр Ф. Скляр — гитара, вокал
- Егор Никонов — гитара, бэк-вокал
- Николай Резанов — гитара, бэк-вокал
- Алексей Дулькевич — скрипка, бэк-вокал
- Виктор Смирнов — аккордеон, баян
- Юрий Словцов — гитара, виолончель
- Александр Бесчастный — контрабас